# H&M
Hennes & Mauritz (pronunciación en sueco: /²hoː.ɛm; ²hɛnːɛs ɔ ˈma.ʊrɪts/), o simplemente H&M, es una cadena multinacional sueca de tiendas de ropa con establecimientos en Europa, Oriente Próximo, África, Asia y toda América. Cuenta con 4700 tiendas propias repartidas en 69 países y da empleo a aproximadamente 161 000 personas (2017). Asimismo, vende ropa por catálogo y a través de Internet en 44 países.

## Historia
En 1947, Erling Persson inaugura una tienda de ropa para mujer con precios accesibles en la ciudad sueca de Västerås. La tienda se llamaba Hennes, es decir, «Para ella». Años más tarde, se fusionó una tienda de artículos para hombre llamada Mauritz Widforss y nació Hennes & Mauritz; esto es, H&M.

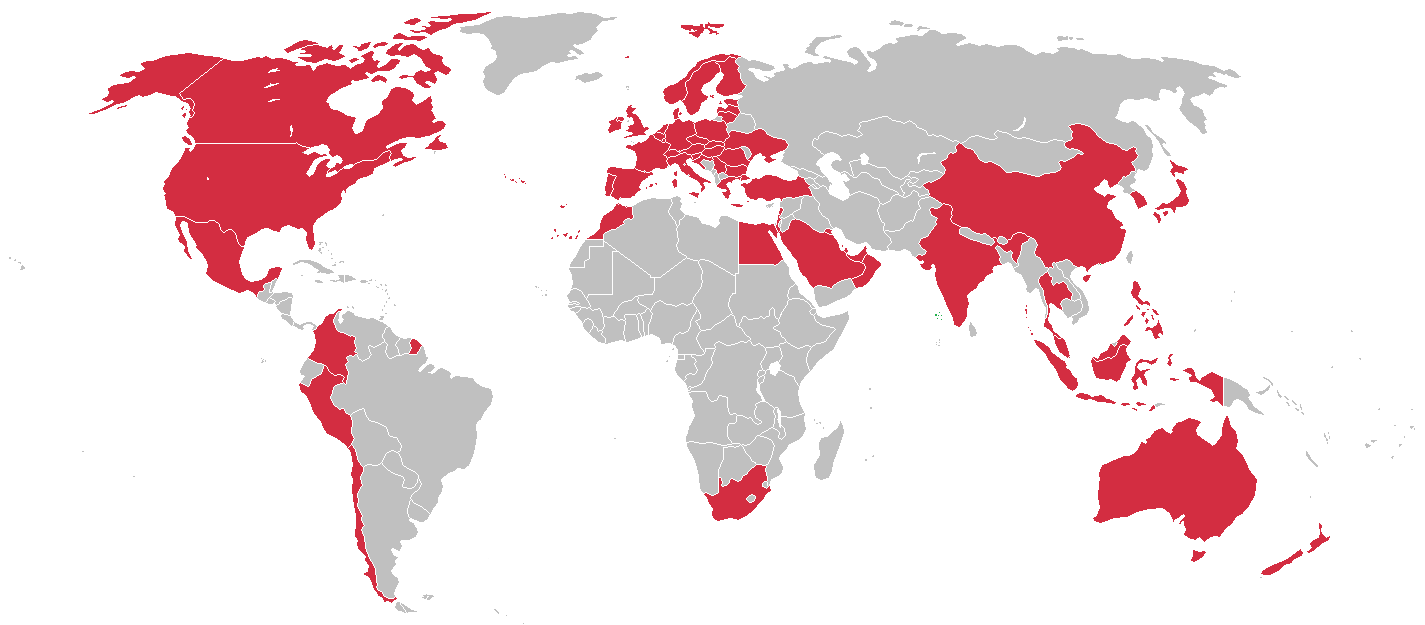
Países con tiendas H&M en (2022)

Durante las décadas de 1960, 1970 y 1980 se inauguraron las primeras tiendas H&M en Dinamarca, Noruega, Alemania y el Reino Unido. En los años 90 inició un fuerte periodo de expansión, inaugurando sus primeras tiendas en Francia y creciendo en sus antiguos mercados. En 2000 hizo su entrada en el mercado español y estadounidense. Seis años más tarde inauguró tiendas en Dubái y Kuwait y, en 2007, la compañía entró en el mercado asiático estableciendo puntos de venta en Shanghái y Hong Kong, seguidas de Tokio en 2008. La primera tienda en el mercado ruso se abrió en 2009, exactamente, en Moscú. En 2010, abrió sus primeras tiendas en Corea del Sur, Israel y Turquía. En 2012, abrieron su primera tienda en Latinoamérica en el Centro Santa Fe de la Ciudad de México. Y en 2013 se abrió la primera tienda en Sudamérica, en Santiago de Chile, expandiéndose en los años posteriores al resto del país. En Perú se abrió su primera tienda en 2015 en Jockey Plaza en Lima. En 2016 se abrió una segunda tienda en Real Plaza en Trujillo. En 2020 se abrieron dos tiendas más, una en el centro comercial Minka en el Callao y otra en el Mall Aventura de Chiclayo, con esto se suman 16 tiendas en Perú. En 2021 se abrió una tienda más en el Cusco.
En octubre de 2018 abrió su primera tienda en Montevideo y un año más tarde en marzo abre su segunda tienda en la ciudad. En junio de 2019 abrió su tienda N° 5000 en Centro Comercial CentroMayor al sur de Bogotá. En el 2021 abrieron una tienda en Panamá.
En octubre de 2022, H&M abre sus primeras 2 tiendas en Ecuador, una en el Centro Comercial Quicentro y otra en el Centro Comercial Condado Shopping, ambas en la ciudad capital, Quito. A mediados del año 2024 inauguraron una tienda en República Dominicana, en el Centro Comercial Agora Mall ubicado en la ciudad de Santo Domingo.

## H&M Group
El grupo H&M es una de las empresas de moda más importantes del mundo, siendo así también uno de los más importantes de Suecia.
El grupo cuenta con 8 marcas: H&M, Weekday, Monki, COS (Collection Of Style), H&M Home, & Other Stories, Arket y AFound.

## Diseño y estrategia de mercado
H&M distribuye sus productos en diferentes secciones: H&M Ladies (mujer), H&M Man (hombre), H&M Kids (niños), Divided (jóvenes), H&M Home (Hogar) y H&M+ (Tallas Grandes), en puntos de venta que oscilan desde 500 a 3500 metros cuadrados. La compañía cuenta con su propio equipo de diseño, basado en Estocolmo (Suecia) y compuesto por cien diseñadores.

Mediante la compra de licencias, H&M se ha asociado con la imagen de personajes de ficción y animación populares, como Snoopy, para su colección de pijamas y lencería, y Superman para ropa de niños. Asimismo, H&M ha contado con diseñadores de prestigio para algunas de sus colecciones temporales, como la de Karl Lagerfeld, diseñador de la casa Chanel, en otoño de 2004, la de Stella McCartney en invierno de 2005, Viktor & Rolf en 2006, Roberto Cavalli en 2007, Comme des Garçons en 2008, Matthew Williamson, Jimmy Choo y Sonia Rykiel lo hicieron en 2009, Lanvin en 2010, Versace en 2011, Maison Martin Margiela en 2012, Isabel Marant en 2013, Alexander Wang en 2014 y el 5 de noviembre de 2015 salió una línea en colaboración con Balmain. En 2016 con Kenzo y en 2017 con Erdem. Aparte de crear colecciones con Diseñadores de gran prestigio, artistas como Zara Larsson, Marcus & Martinus, The Weeknd, etc.

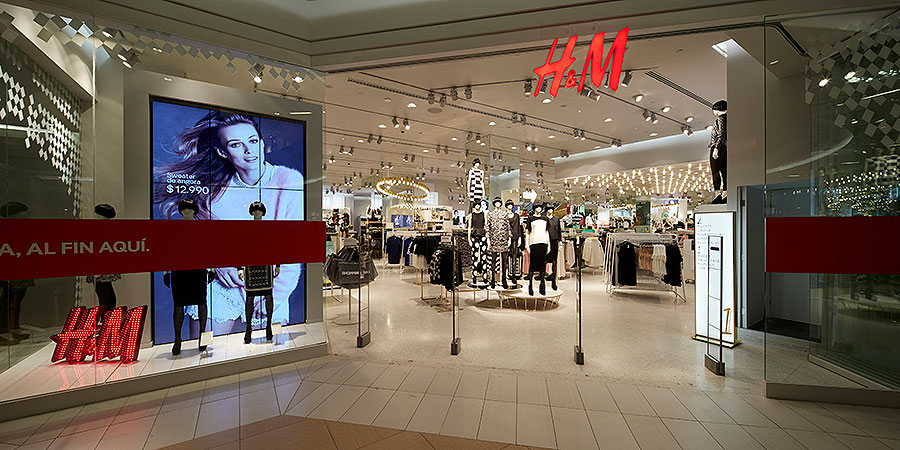
Sucursal de H&M ubicada en el Mall Costanera Center, en Santiago de Chile.

Además, también ha colaborado en algunas ocasiones con iconos de estilo y moda como la cantante Madonna, y Kylie Minogue en 2007 en sus colecciones. Sus campañas de marketing se sirven frecuentemente de la imagen de modelos o artistas conocidos, como el caso de Lana Del Rey, imagen y voz de la campaña de la colección otoño-invierno 2012/2013; y se difunden a través de diversos canales, como prensa, spots televisivos y las propias tiendas. 
En noviembre de 2011, la diseñadora Donatella Versace anunció su colaboración con la cadena textil, realizando una colección en la que predominaron estampados de leopardo (animal print), colores eléctricos y palmeras. Donatella Versace anunció su deseo de llegar a un mercado más amplio, reduciendo el coste de las prendas.

## Producción
H&M colabora en la actualidad con unos 800 proveedores, ya que no posee ninguna fábrica propia. La mayoría de estos proveedores se sitúan en Asia y Europa, y son apoyados por veinte oficinas de producción, que, entre otras tareas, controlan el cumplimiento del código de conducta que la empresa ha establecido. Son criticados por el uso de malas prácticas laborales en sus fábricas.

## Sitio web
Aparte de CK.com de Calvin Klein, H&M fue la única empresa en el mundo de la moda que integró la "VB.com Internet Hall of Fame" con una dirección de Internet de solo dos letras.